# Saint-Symphorien-sur-Saône
Saint-Symphorien-sur-Saône este o comună în departamentul Côte-d'Or, Franța. În 2009 avea o populație de 342 de locuitori.

## Evoluția populației
| An        | 1975 | 1982 | 1990 | 1999 | 2006 | 2009 |
| --------- | ---- | ---- | ---- | ---- | ---- | ---- |
| Populație | 220  | 252  | 302  | 306  | 340  | 342  |